# Међународна организација за стандардизацију
Међународна организација за стандардизацију (енгл. International Organization for Standardization), позната по свом акрониму ИСО (од енгл. ISO), агенција је Уједињених нација са седиштем у Женеви, задужена за стандардизацију.
ISO је основан 23. фебруара 1947. године и (према подацима од новембра 2022.) објавио је преко 24.500 међународних стандарда који покривају скоро све аспекте технологије и производње. Има 811 техничких комитета и подкомитета који се брину о развоју стандарда. Организација развија и објављује стандардизацију у свим техничким и нетехничким областима, осим у електротехници и електронском инжењерингу, чиме се бави IEC. Његово седиште је у Женеви, Швајцарска, и ради у 167 земаља према подацима из 2023. Три званична језика ISO-а су енглески, француски и руски.

## Преглед
Међународна организација за стандардизацију је независна, невладина организација, чије чланство чине различита национална тела за стандардизацију. Према подацима из 2022. године, постоји 167 чланова који представљају ISO у својој земљи, при чему свака земља има само једног члана.
Организација развија и објављује међународне стандарде у свим техничким и нетехничким областима осим електротехнике и електронике, за које је одговорна Међународна електротехничка комисија. Према подацима од фебруара 2023. године, ISO је развио преко 24.676 стандарда, који покривају све, од произведених производа и технологије до безбедности хране, пољопривреде и здравствене заштите.
ISO има 804 техничка комитета и подкомитета који се баве развојем стандарда.

### Назив и скраћенице
Међународна организација за стандардизацију на француском је Organisation internationale de normalisation, а на руском, Международная организация по стандартизации (Mezhdunarodnaya organizatsiya po standartizatsii).

Слова ISO не представљају акроним или иницијализам. Организација даје ово објашњење имена:
Пошто би „Међународна организација за стандардизацију“ имала различите акрониме на различитим језицима (IOS на енглеском, OIN на француском), наши оснивачи су одлучили да јој дају кратку форму ISO. ISO је изведено од грчке речи isos (ίσος, што значи „једнак“). Без обзира на земљу, на који год језик, скраћени облик нашег имена је увек ISO.
 Током оснивачких састанака нове организације, међутим, није се позивало на грчку реч објашњења, тако да ово значење може бити лажна етимологија.
Назив ISO и ISO лого су регистровани заштитни знакови и њихова употреба је ограничена.

## Историја
Организација која је данас позната као ISO почела је 1926. године као Међународна федерација националних асоцијација за стандардизацију (ISA), која се првенствено фокусирала на машинство. ISA је суспендована 1942. године током Другог светског рата, али се након рата, организацији ISA обратио недавно формирани Координациони комитет Уједињених нација за стандарде (UNSCC) са предлогом да се формира ново глобално тело за стандарде.
У октобру 1946. делегати ISA и UNSCC из 25 земаља састали су се у Лондону и договорили да удруже снаге како би створили Међународну организацију за стандардизацију. Организација је званично почела са радом 23. фебруара 1947. године.

## Структура и организација
ISO је добровољна организација чији су чланови признати ауторитети у области стандарда, од којих сваки представља једну земљу. Чланови се састају сваке године на Генералној скупштини како би разговарали о стратешким циљевима ISO-а. Организацију координира централни секретаријат са седиштем у Женеви.
Савет са ротирајућим чланством од 20 тела чланица обезбеђује смернице и управљање, укључујући одређивање годишњег буџета централног секретаријата.
Технички управни одбор је одговоран за више од 250 техничких комитета, који развијају ISO стандарде.

## Процес стандардизације
Стандард који је објавио ISO/IEC је последња фаза дугог процеса који обично почиње предлогом новог рада у оквиру комитета. Неке скраћенице које се користе за означавање стандарда са његовим статусом су:
- PWI – Прелиминарана радна ставка
- NP или NWIP – Нови предлог / Предлог нове радне ставке (нпр., ISO/IEC NP 23007)
- AWI – Одобрена нова радна ставка (нпр., ISO/IEC AWI 15444-14)
- WD – Радни нацрт (нпр., ISO/IEC WD 27032)
- CD – Нацрт одбора (нпр., ISO/IEC CD 23000-5)
- FCD – Завршни нацрт комисије (нпр., ISO/IEC FCD 23000-12)
- DIS – Нацрт међународног стандарда (нпр., ISO/IEC DIS 14297)
- FDIS – Коначни нацрт међународног стандарда (нпр., ISO/IEC FDIS 27003)
- PRF – Доказ о новом међународном стандарду (нпр., ISO/IEC PRF 18018)
- IS – Међународни стандард (нпр., ISO/IEC 13818-1:2007)